# Helicodiscus diadema
Helicodiscus diadema är en snäckart som beskrevs av Johann Friedrich Carl Grimm 1967. Helicodiscus diadema ingår i släktet Helicodiscus och familjen Helicodiscidae. IUCN kategoriserar arten globalt som nära hotad. Inga underarter finns listade i Catalogue of Life.